# 문성묵
문성묵(文聖默, 1955년 7월 5일 ~ )은 대한민국 육군 준장 예편한 대학 교수이다.

## 주요 이력

### 주요 경력
- 1996년 8월 21일 ~ 2000년 6월 12일 : 대한민국 육군 제1사단 예하 연대장(육군 대령).
- 2000년 6월 12일 ~ 2004년 1월 31일 : 대한민국 국방부 국방안보정책과 과장 전임(육군 대령).
- 2000년 6월 12일 ~ 2003년 6월 12일 : 대한민국 국방부 군사실무회담 운영단 단장 겸직(육군 대령).
- 2002년 1월 31일 ~ 2007년 10월 31일 : 대한민국 국방부 남북군사실무회담 수석대표 겸직(육군 대령).
- 2004년 1월 31일 ~ 2007년 10월 31일 : 대한민국 국방부 북한정책과 과장 전임(육군 대령).
- 2007년 10월 31일 ~ 2008년 2월 2일 : 김영룡 대한민국 국방부 차관 예하 특별행정안보보좌관 전임(육군 대령).
- 2008년 2월 2일 ~ 2008년 2월 21일 : 김장수 대한민국 국방부 장관 예하 특별행정안보보좌관 전임(육군 대령).
- 2008년 2월 21일 ~ 2008년 10월 16일 : 대한민국 국방부 정책실 군비통제차장대우 전임(육군 대령 → 육군 준장).
- 2008년 6월 11일 : 대한민국 국방부 정책실 군비통제차장대우 재직 시절 대한민국 육군 준장 진급.
- 2008년 10월 16일 ~ 2009년 5월 31일 : 대한민국 국방부 정책실 차석차장 전임(육군 준장).
- 2009년 5월 31일 : 대한민국 육군 준장 전역.
- 인하대학교 겸임교수.
- 대진대학교 통일대학원 겸임교수.
- 대한민국 국가안보전략연구원 통일전략센터 소장.
- 한양대학교 겸임교수.
- 고려대학교 객원교수.